# Légi szabadságjogok
A légi szabadságjogok a nemzetközi kereskedelmi repülésben azon jogok, melyek lehetőséget biztosítanak egyes országok légitársaságainak belépni más országok légterébe, és leszállni ezen országok területén. A légi szabadságjogokat az 1944-es chicagói egyezmény (International Air Services Transit Agreement; IASTA) fogalmazta meg. Összesen kilenc ilyen jog létezik, amelyek közül az első öt hivatalos, a többit nem szabályozza nemzetközi szerződés, de a gyakorlatban elterjedtek.
Magyarország 1969-ben csatlakozott a chicagói egyezményhez.

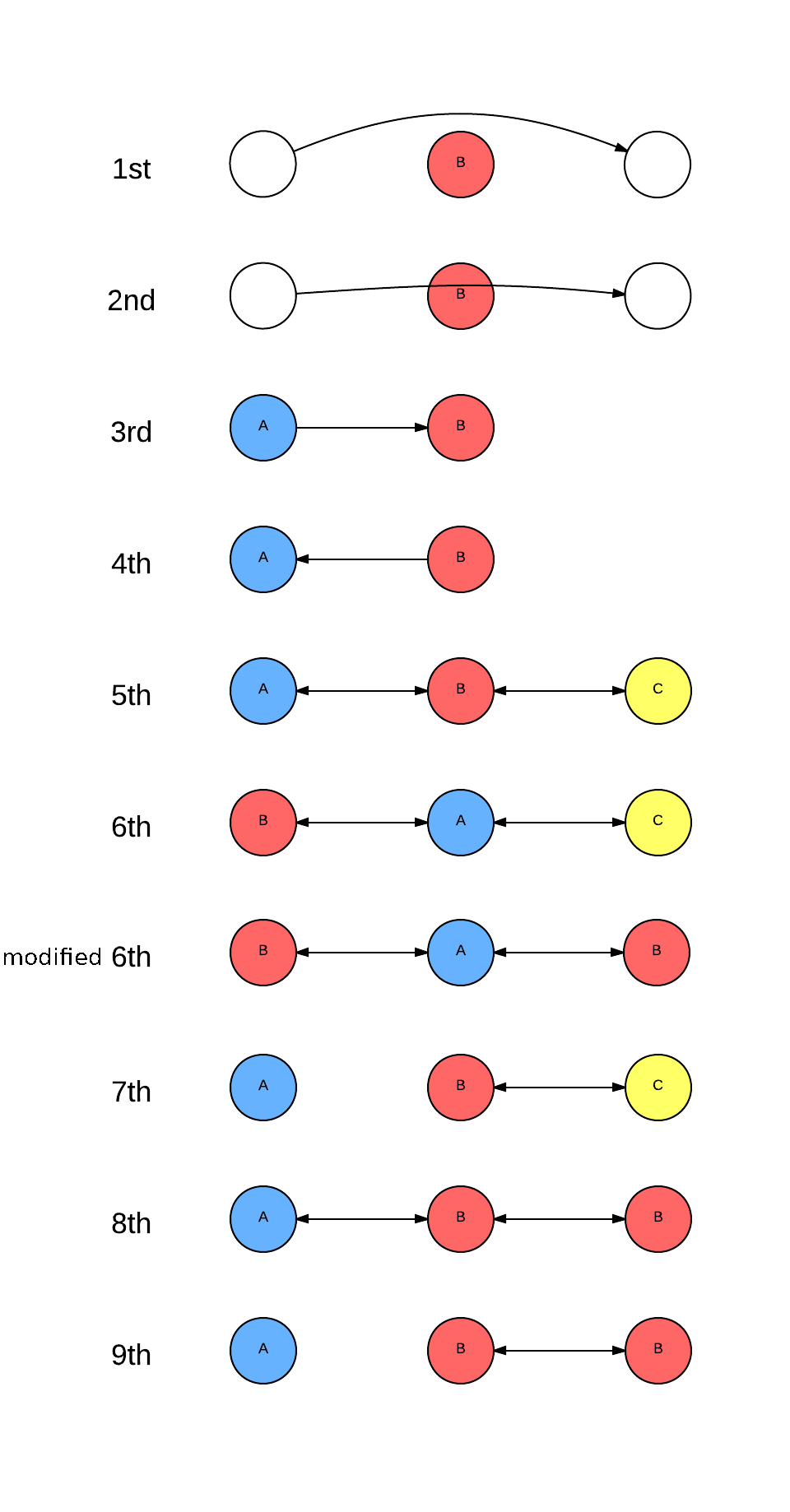
Diagram a kilenc szabadságjogról. Kék körök jelzik a légitársaság saját országát, piros és sárga az idegen országokat

## A szabadságjogok
1. Leszállás nélküli átrepülés joga egy adott ország felett.
Ennek engedélyezése az adott állam hatáskörébe tartozik. A chicagói egyezményt aláíró tagországok mindegyike garantálja ezt (és a második szabadságjogot) a többi tagállamnak, a kijelölt légi útvonalakon. 2007-es adat szerint 129 ország tagja az egyezménynek, köztük olyan nagy területű országok, mint az Egyesült Államok, India és Ausztrália. Ezzel szemben Brazília, Oroszország, Indonézia és Kína sosem csatlakoztak, Kanada pedig 1988-ban kilépett – ezek a nagy területű, stratégiailag jelentős területeken fekvő országok inkább külön-külön bírálják el a más országokkal kötendő egyezményeket.
A legtöbb ország előzetes értesítést kér az áthaladó járattól, és az átrepülésért díjat is kérhet. Az IASTA minden országnak engedélyezi, hogy „észszerű” díjakat szedjen létesítményei használatáért, ezek a díjak nem lehetnek magasabbak, mint amiket a saját országában bejegyzett légitársaságoktól kér hasonló szolgáltatásokért. (A létesítmények közé tartoznak például a repülőterek, melyeket az ország fölött áthaladó gépek értelemszerűen nem is használnak, bár a díjak indokolhatóak azzal, hogy légiirányítást ezek a gépek is igénybe veszik.) Az Egyesült Államok például 100 tengeri mérföldenként (190 km) 60,08 dollárt kér a légterén való áthaladásért, és 24,77 dollárt az olyan, nemzetközi vizek fölötti áthaladásért, ahol a légiirányítást az Egyesült Államok végzi (ez az Atlanti-óceán és a Jeges-tenger egyes részeire, valamint a Csendes-óceán északi részének legnagyobb részére vonatkozik).
A chicagói egyezményt alá nem író országok is jellemzően szednek díjakat, Oroszország például ismert arról, hogy elég nagy összegű díjakat szed, főleg az Észak-Amerika és Ázsia közti északi sarkvidéki útvonalon, Szibérián át. 2008-ban Oroszország ideiglenesen megtagadta a Lufthansa Cargo teherszállító légitársaságnak a légtérbe lépési jogot, azzal az indokkal, hogy elmaradt a díjak fizetésével. Az európai légitársaságok évente 300 millió eurót fizetnek Oroszországnak az áthaladási jogért.
2. Technikai célú leszállással megszakított átrepülés joga egy másik ország felett
A második szabadságjog azt biztosítja egy gépnek, hogy kizárólag technikai okokból (üzemanyag felvétele vagy más karbantartás) leszállhat egy másik ország repülőterén, utasok felvétele, utasok leszállítása vagy szállítmány ki-, berakodása nélkül. Mivel a modern repülőgépek már hosszú távot meg tudnak tenni anélkül, hogy közben üzemanyagot vennének fel, ezt a jogot napjainkban utasszállító gépek ritkán gyakorolják, de teherszállító gépek esetében elterjedt, és általában minden ország biztosítja. Leghíresebb példája az írországi Shannoni repülőtér, amely az 1960-as évekig a legtöbb észak-atlanti járat megállója volt, és az anchorage-i repülőtér, amelyet a Nyugat-Európa és Kelet-Ázsia közti járatok használtak a szovjet légtér kikerülésére az 1980-as évekig. Az Európa és Dél-Afrika közti járatok gyakran leszálltak a szenegáli Ilha do Sal repülőtéren, mert több afrikai ország nem engedte át területe fölött a dél-afrikai járatokat, amíg az apartheidrendszer fennállt. Az újfundlandi Gander nemzetközi repülőtér a szovjet és keletnémet járatok gyakori megállója volt útjukon a Karib-szigetek, Közép- és Dél-Amerika felé.
3. Saját országból idegen országba való utas- és teherszállítás joga
4. Idegen országból saját országba való utas- és teherszállítás joga
A 3. és 4. szabadságjog teszi lehetővé a nemzetközi utas- és áruszállítást két ország között. Ezeket két ország majdnem mindig egyszerre, kölcsönösen biztosítja egymásnak, de az egyezség bizonyos részeit külön egyezményekben korlátozhatják (például megszabhatják a repülőgépek kapacitását, a járatsűrűséget, illetve azt, melyik légitársaságokra vagy repülőterekre vonatkozik az engedély).
5. Saját országából induló vagy oda érkező járat utas- és teherszállítási joga két idegen ország között
6. Idegen országból idegen országba közlekedés joga, nem technikai célú megállóval a saját országban
7. Két idegen ország közti utas- vagy teherszállítás joga, a saját ország érintése nélkül
8. Utas- vagy teherszállítás joga idegen országon belül, az út folytatásával a saját országba
9. Utas- vagy teherszállítás joga idegen országon belül, saját országba repülés nélkül

## Fordítás
- Ez a szócikk részben vagy egészben  a   Freedoms of the air című angol Wikipédia-szócikk ezen változatának fordításán alapul.  Az eredeti cikk szerkesztőit annak laptörténete sorolja fel. Ez a jelzés csupán a megfogalmazás eredetét és a szerzői jogokat jelzi, nem szolgál a cikkben szereplő információk forrásmegjelöléseként.

## Külső hivatkozások
- ICAO Freedoms of the Air
- Multilateral Agreement on the Liberalization of International Air Transportation (MALIAT)
- International traffic rights. Boeing, 2009